# Chrysobothris natalensis
Chrysobothris natalensis es una especie de escarabajo del género Chrysobothris, familia Buprestidae. Fue descrita científicamente por Théry en 1925.